# Catherine Néris
Catherine Néris (ur. 9 czerwca 1962 w Paryżu) – francuska i martynikańska polityk oraz pedagog, posłanka do Parlamentu Europejskiego (2007–2009).

## Życiorys
W 1986 uzyskała dyplom z pomocy medyczno-psychologicznej, a rok później uprawnienia hipoterapeutki. Kształciła się w zakresie pedagogiki i zapobiegania przemocy w placówkach wychowawczych. Pracowała jako pedagog przy stowarzyszeniu zajmującym się adaptacją osób z zaburzeniami psychicznymi, a także jako pedagog w ośrodku edukacyjnym na Martynice. Kierowała działem w centrum opieki i przystosowania do życia w społeczeństwie. Zaangażowana w działalność Partii Socjalistycznej, a także stowarzyszeń rodzinnych na Martynice.
W 2007 z ramienia PS objęła mandat posłanki do Parlamentu Europejskiego (zastępując Jean-Claude'a Fruteau). Była członkinią grupy Partii Europejskich Socjalistów, pracowała m.in. w Komisji Rynku Wewnętrznego i Ochrony Konsumentów. W PE zasiadała do 2009.